# Renault Kangoo
La Renault Kangoo è un'autovettura multispazio prodotta da Renault a partire dal 1997, e venduta anche in Sud America e in Europa dalla Nissan con il nome di Nissan Kubistar, erede della Express.

## Profilo
La Kangoo debuttò nel 1997 con molteplici obiettivi: trovare una sostituta valida e moderna all'anziano Renault Express, noto veicolo commerciale degli anni ottanta e novanta basato sul vecchio telaio della Renault Supercinque, realizzare una vettura in grado di rispolverare l'antico fascino e simpatia della Renault 4 e proporre un valido modello che contrastasse il successo delle Peugeot Ranch e Citroën Berlingo.

## Prima generazione (1997-2008)
La linea della Kangoo presenta un frontale dotato di gruppi ottici arrotondati, con indicatori di direzione sul lato inferiore, simile alla Renault Twingo. Anche il resto del corpo vettura presenta forme arrotondate. La coda, decisamente verticale, presenta gruppi ottici anch'essi ad andamento verticale, ed il bagagliaio (o il piano di carico nelle versioni furgonate) è comodamente accessibile grazie all'ampio e pratico portellone in due parti o, a scelta, all'unico portellone ad apertura verticale. Le vetture prodotte fino al 1999 presentavano, come le dirette concorrenti francesi (la Peugeot Ranch e la Citroën Berlingo), un'unica porta laterale posteriore (posizionata sul lato destro), scorrevole, con finestrino con apertura a compasso. Successivamente venne aggiunta una seconda porta laterale posteriore scorrevole.

### Meccanica

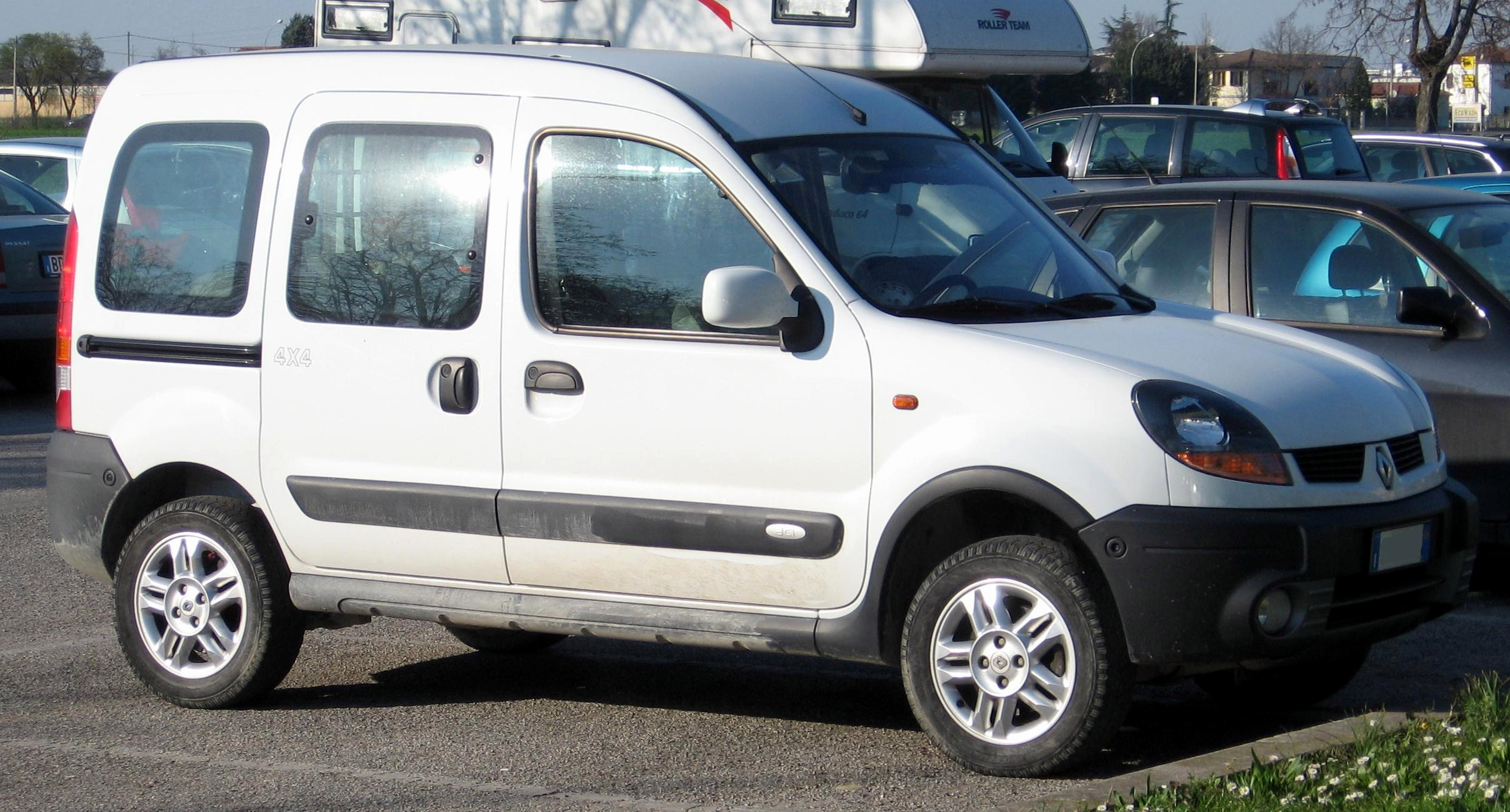
Una Kangoo restyling 4x4

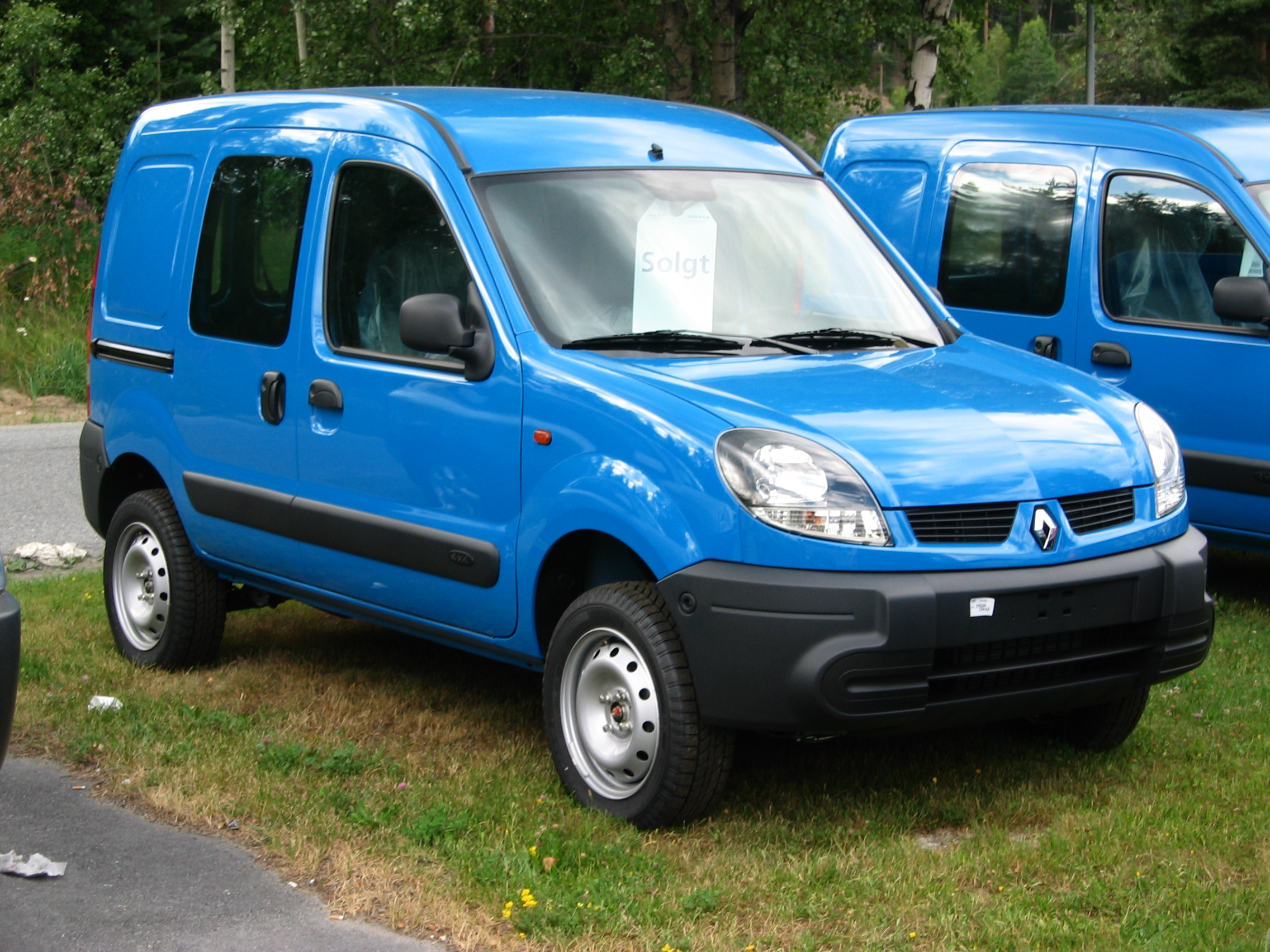
Una Kangoo van restyling

Lo schema meccanico è il classico "tutto avanti", con motore anteriore trasversale e trazione anteriore. La trasmissione, solitamente manuale a 5 marce, poteva anche essere automatica a richiesta. Le sospensioni erano anch'esse di tipo classico, con avantreno di tipo MacPherson a ruote indipendenti e retrotreno a barra di torsione.

La prima serie della Kangoo era disponibile inizialmente nelle tre seguenti motorizzazioni:
- 1.2 8V: era la motorizzazione base delle prime Kangoo. Derivante dal nuovo 1.2 utilizzato sulle ultime Clio della prima serie, era in realtà più un millecento, dal momento che la sua cilindrata era di 1149 cm³. La distribuzione era a due valvole per cilindro. La potenza massima era di 60 CV a 5250 giri/min e la coppia massima di 70 N·m a 2500 giri/min. La velocità massima era di 140 km/h.
- 1.4: utilizzato solo nella prima serie, tale propulsore aveva una cilindrata di 1390 cm³, ed erogava una potenza massima di 75 CV a 5500 giri/min, con una coppia motrice sensibilmente migliore, pari a 114 N·m a 4250 giri/min. La velocità massima era di 153 km/h, che scendevano a 144 nel caso della presenza del cambio automatico.
- 1.9 D: la Kangoo è stata una delle ultime Renault ad utilizzare questa unità motrice, ormai di vecchia concezione. Data la tipologia di vettura e l'utilizzo verso cui era destinata, la presenza di questo motore era comunque ancora plausibile. La cilindrata era di 1870 cm³, non era sovralimentato ed erogava 64 CV di potenza massima, spingendo la Kangoo così equipaggiata ad una velocità massima di 140 km/h.

### Evoluzione della gamma
La Kangoo fu subito proposta sia con allestimento per il trasporto passeggeri sia come van. Sul mercato svedese la Kangoo fu anche proposta in configurazione pick-up. Il suo successo fu immediatamente buono. Sicuramente non è riuscito ad ottenere i volumi di vendita della Renault 4, ma il pubblico ha comunque gradito la presenza di una vettura multiuso di questo tipo. La Kangoo divenne un ottimo mezzo per il trasporto commerciale, sia una valida alternativa alle solite monovolumi e station wagon che costellavano già all'epoca il panorama automobilistico internazionale. La sua abitabilità ha consentito la realizzazione di alcune camperizzazioni. Nella rete sono presenti varie realizzazioni, artigianali e non.
La gamma motoristica della Kangoo riprendeva quella delle Renault Clio più tranquille, con motorizzazioni iniziali da 1.2 e 1.4 a benzina e da 1.9 aspirata a gasolio.
In seguito, furono introdotte nuove motorizzazioni, tra cui il dTi, caratterizzato, oltre che dalla sovralimentazione, anche dall'iniezione diretta di gasolio, il che garantiva 80 CV di potenza massima e 160 km/h di velocità massima. Un'altra versione a gasolio era rappresentata dal 1.9 dCi con tecnologia common rail, che erogava 80 CV e che sostituì il 1.9 dTi. Nel 2002 fu adottato anche il 1.5 dCi, un motore da 1461 cm³ disponibile in due livelli di potenza: 65 ed 80 CV. Inoltre, il vecchio 1.2 8V venne sostituito dalla corrispondente unità a 4 valvole per cilindro, in grado di erogare 75 CV di potenza massima, sufficienti a garantire un allungo massimo di 153 km/h. 
Nel 2000 fu introdotto su alcune versioni anche il cambio automatico Proactive ed un motore turbodiesel ad iniezione diretta sulla Kangoo 1.9 dTi, mentre l'anno seguente vide l'ingresso di due nuove versioni: la Kangoo RX4 a trazione integrale e la Kangoo Maxi con sbalzo posteriore più accentuato per aumentare notevolmente il volume di carico, che sale così a ben 2 metri cubi. Del 2001 è anche l'introduzione del 1.9 dCi da 80 CV (disponibile solo con trazione integrale) e di un nuovo 1.2 16V che va a sostituire l'unità ad 8 valvole.
Nel 2002 la Kangoo subisce migliorie stilistiche e di sicurezza, quali nuovi allestimenti, fascioni paracolpi, paraurti ridisegnati, nuovi specchietti retrovisori, migliorie nella meccanica e nell'elettronica e vide anche l'adozione del nuovo motore a gasolio 1.5 dCi da 65 e 80 CV.
Nel 2003 si ha un restyling della Kangoo, con una decisa rivisitazione al frontale, dotato di fari anteriori di forma ellissoidale con angoli appuntiti e di nuovi gruppi ottici posteriori. Le dimensioni esterne sono leggermente aumentate, specialmente in lunghezza ed altezza. Per quanto riguarda i motori disponibili, la versione restyling condivideva con la gamma precedente solo il 1.2 16V. Per il resto, si ebbero due nuove motorizzazioni:
- 1.6 16V: derivante dal 1.6 16V utilizzato sulle Clio seconda serie, tale motore ha una cilindrata di 1598 cm³ ed eroga in genere 95 CV di potenza massima. È disponibile anche con alimentazione doppia benzina/metano. In questo caso la potenza massima scende a 82 CV. Le velocità massime sono di 170 km/h per le versioni a benzina e di 160 km/h per le versioni benzina/metano.
- 1.5 dCi: è il 1461 cm³ utilizzato anche su altre vetture della Casa francese. In realtà tale propulsore apparve già sulla prima serie nell'ultimo anno di commercializzazione. Ma nella Kangoo I restyling la scelta diviene più ampia, essendo questo propulsore disponibile in tre livelli di potenza: 61, 68 e 84 CV. Le velocità massime ottenibili erano di 140, 148 e 157 km/h.

Furono disponibili a quel punto anche nuove versioni a benzina con possibilità di funzionare anche a gas metano. Su alcune altre versioni divenne invece disponibile il cambio automatico. La prima generazione della Kangoo fu oggetto di un ultimo lieve restyling nel 2007, dopodiché fu tolta di produzione per fare spazio alla seconda generazione, nota anche come Kangoo II. Per qualche mese le due generazioni continuarono a convivere in alcuni listini, ma nei primi mesi del 2009, la Kangoo I scomparve definitivamente anche da questi mercati.

### Riepilogo motorizzazioni
| Modello     | Anni di produzione | Motore      | Cilindrata (cm³) | Potenza massima (CV/rpm) | Coppia Massima (Nm/rpm) | Velocità max (Km/h) | 0–100 km/h (secondi) | Consumo medio (litri/100 km) |
| 1.2         | 1997-01            | D7F         | 1149             | 58/5250                  | 93/2500                 | 140                 | 17"2                 | 6,9                          |
| 1.2         | 2001-07            | D7F         | 1149             | 60/5250                  | 93/2500                 | 136                 | 18"9                 | 6,9                          |
| 1.2 16v     | 2002-09            | D4F         | 1149             | 75/5500                  | 114/2800                | 157                 | 13"5                 | 7                            |
| 1.4         | 1997-01            | E7J         | 1390             | 75/5500                  | 114/4250                | 155                 | 14"3                 | 7,5                          |
| 1.4         | 2001-03            | K7J         | 1390             | 75/5500                  | 114/4250                | 153                 | 13"7                 | 7,5                          |
| 1.6 16v     | 2002-07            | K4M         | 1598             | 95/5000                  | 148/3750                | 170                 | 10"7                 | 7,5                          |
| 1.6 16v Rx4 | 2001-07            | K4M         | 1598             | 95/5000                  | 148/3750                | 153                 | 13"1                 | 8,6                          |
| 1.5 dCi     | 2002-05            | K9K-700     | 1461             | 57/4000                  | 130/2000                | 137                 | 18"6                 | 5,3                          |
| 1.5 dCi     | 2002-05            | K9K-710     | 1461             | 65/4000                  | 160/2000                | 146                 | 16"3                 | 5,5                          |
| 1.5 dCi     | 2005-09            | K9K-704     | 1461             | 68/4000                  | 160/2000                | 148                 | 16"                  | 5,5                          |
| 1.5 dCi     | 2002-05            | K9K         | 1461             | 82/4000                  | 185/1750                | 155                 | 12"5                 | 5,3                          |
| 1.5 dCi     | 2005-07            | K9K-702     | 1461             | 84/4000                  | 185/1750                | 157                 | 11"3                 | 5,3                          |
| 1.9 D       | 1997-05            | F8Q-662     | 1870             | 54/4000                  | 120/2250                | 135                 | 21"3                 | 5,4                          |
| 1.9 D       | 1997-05            | F8Q-630/632 | 1870             | 64/4500                  | 120/2250                | 145                 | 19"5                 | 6                            |
| 1.9 dTi     | 1999-05            | F9Q-780     | 1870             | 80/4000                  | 160/2000                | 160                 | 14"1                 | 5,7                          |
| 1.9 dCi Rx4 | 2003-05            | F9Q-790     | 1870             | 80/4000                  | 180/2000                | 142                 | 16"2                 | 7,4                          |
| 1.9 dCi Rx4 | 2005-07            | F9Q-782     | 1870             | 84/4000                  | 180/2000                | 147                 | 16"2                 | 7,4                          |

## Seconda generazione (2008-2021)

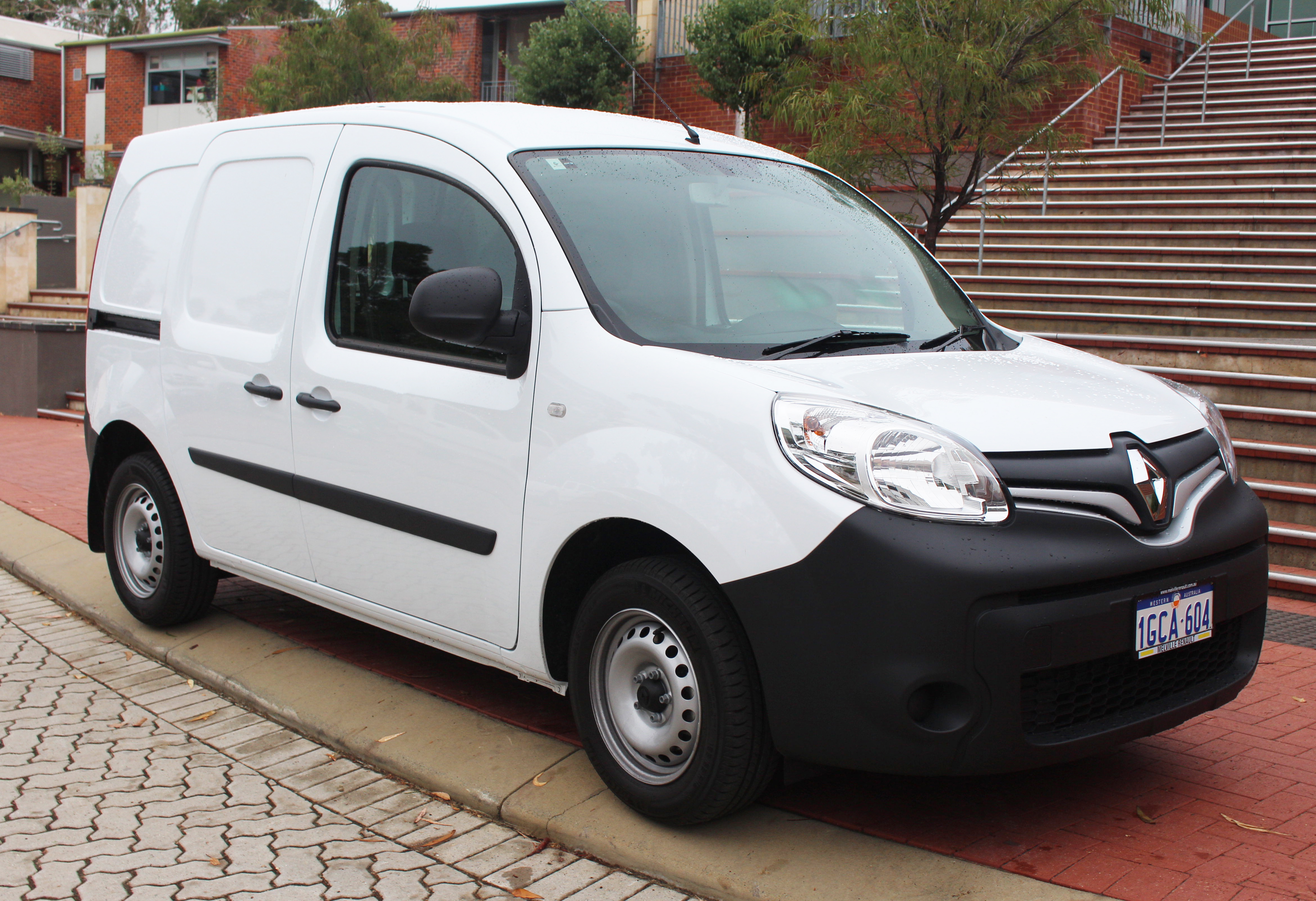
Una Renault Kangoo II dopo l'aggiornamento del 2013

All'inizio del 2008 è stata lanciata la seconda serie della Kangoo, più grande, essendo non più basata sulla piattaforma della Clio, ma su quella della monovolume media Scénic. La nuova Kangoo si propone mantenendo invariata l'impostazione generale del corpo vettura, ma con linee meno tese, più arrotondate. La nuova versione appare più simile ad una vettura che ad un furgone e va a porsi come concorrente ideale di vetture come il Peugeot Partner ed il Fiat Doblò, ma da certi punti di vista può essere una valida alternativa anche alla Škoda Roomster. L'avvicinamento del nuovo Kangoo al mondo delle autovetture piuttosto che a quello dei furgoncini è visibile all'interno, ed in particolar modo nel posto guida, reso più ergonomico e simile nel disegno a quello di diverse monovolume. La dotazione di serie per tutte le versioni comprende l'ABS, il doppio airbag (con airbag passeggero disattivabile), attacchi isofix, volante regolabile e poggiatesta posteriori. La lista optional è assai nutrita e prevede tra l'altro gli airbag laterali, i fendinebbia, il computer di bordo, il climatizzatore, il tetto apribile ed i sensori di parcheggio. Sulla ricca versione Dynamique è disponibile a richiesta addirittura il navigatore satellitare.

La gamma motoristica iniziale prevede il 1.6 K7M a benzina da 106 CV e 170 km/h di punta, nonché il 1.5 dCi della famiglia K9K in ben quattro livelli di potenza, vale a dire 68, 86, 105 e 106 CV (questi ultimi differenti tra loro per la presenza o meno del filtro antiparticolato), con velocità massime rispettivamente di 147, 158, 169 e 170 km/h. Il cambio è a 5 marce, ma su alcune versioni viene montato un cambio a 6 marce. Di serie troviamo i due airbag frontali e l'ABS. Esp e airbag aggiuntivi sono optional.

Alcuni mesi dopo il debutto, al 1.6 a benzina da 106 CV è stato affiancato anche un 1.6 monoalbero a due valvole per cilindro da 90 CV, derivato dal 1.6 che oltre 10 anni prima veniva montato sotto il cofano delle prime Renault Mégane. Tale motore era in grado di spingere la vettura a 158 km/h di velocità massima.

La vettura non è stata prodotta, almeno nei primi anni, in versione 4x4 e la gamma non ha subito sostanziali modifiche fino all'aggiornamento avutosi all'inizio del 2011: in questa occasione, la vettura ha beneficiato di alcuni ritocchi estetici, localizzati in particolare nel paraurti anteriore ridisegnato, e negli interni, con alcuni lievissimi ritocchi alla plancia. Migliorie anche per quanto riguarda la dotazione, mentre sul fronte motori, ora tutti i propulsori utilizzati rispondono alla normativa Euro 5.

Nell'autunno del 2012, invece, la gamma si arricchisce ulteriormente con l'arrivo della Grand Kangoo, caratterizzata da un pianale (usato anche dal Kangoo ZE) con passo allungato di ben 38,4 cm in modo da poter ospitare tre file di sedili per sette posti complessivi. Il motore previsto per questa nuova variante è unicamente il 1.5 dCi nelle versioni da 90 e da 110 CV. Contemporaneamente, in virtù dell'alleanza stretta tra il Gruppo Renault-Nissan e la Daimler AG, cominciò ad essere prodotta una Kangoo rivista e ripensata in chiave Mercedes-Benz. Tale modello prenderà il nome di Citan.
Nel marzo del 2013, il Kangoo subisce un restyling piuttosto marcato: si hanno significativi aggiornamenti nel frontale, dove cambiano i fari anteriori ed anche la calandra, costituita da una fascia nera che si allarga al centro per fare spazio al grande stemma della "losanga", e che quindi è ora più fedele al nuovo corso stilistico della Renault. Rivisitazioni significative si sono avute anche ai retrovisori esterni ed ai gruppi ottici posteriori. Anche l'abitacolo ha subito aggiornamenti, in particolare grazie all'arrivo di una nuova plancia e di un nuovo volante. Con l'aggiornamento è possibile anche richiedere un divanetto anteriore a tre posti anziché i classici due sedili separati. La gamma motori vede invece la scomparsa del 1.6 aspirato da 105 CV, sostituito dal più moderno 1.2 TCe da 114 CV. Inoltre viene aggiunto un dispositivo che indica il momento ottimale per la cambiata, in maniera da limitare consumi ed emissioni. La Kangoo così aggiornata è stata presentata al Salone di Ginevra, ma le vendite sono cominciate solo a partire dal mese di giugno.
Dopo il restyling, in alcuni mercati la versione 1.5 dCi da 75 CV era stata soppressa, ma nel 2014 è stata ripristinata nuovamente. A partire dal 2019 la gamma motori rimase completamente composta da motori diesel, che per l'occasione vennero aggiornati in modo da integrare la tecnologia BluedCi, ossia con un iniettore di additivo a monte del catalizzatore in modo da ridurre l'emissione di ossidi di azoto. La gamma motori, tutti da 1,5 litri, fu disponibile a quel punto solo con potenze di 80, 95 o 115 CV. La produzione della Kangoo II cessa tra la fine del 2020 e l'inizio del 2021: nel mese di novembre del 2020 erano già state svelate le prime immagini ufficiali della terza generazione.

### Renault Kangoo Be Bop

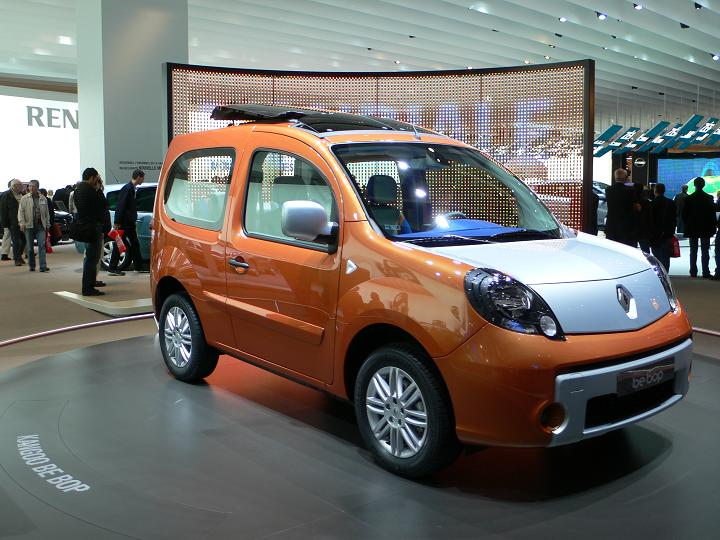
Una Kangoo Be Bop

Al Salone dell'Automobile di Parigi del 2008, pochi mesi dopo il lancio della nuova generazione, è stato presentato il Kangoo Be Bop, basato sulla versione accorciata del Kangoo di base e lunga 3,87 m. Il debutto commerciale in Italia è avvenuto nel maggio del 2009. Per le sue dimensioni sensibilmente inferiori alla normale Kangoo, la Kangoo Be Bop andava ad occupare la fascia di mercato immediatamente più in basso e si poneva in concorrenza con il modello di origine Sevel (Citroën Nemo, Peugeot Bipper e Fiat Fiorino).
La Kangoo Be Bop si poteva ordinare nella versione Chic, più elegante, oppure nella versione Fun, dotata di verniciatura bicolore grigio-arancio o bianco bi-tono.
In ogni caso si trattava di una vettura dall'aria sbarazzina che poteva rivelarsi un'ottima alternativa anche a modelli come la Škoda Roomster o alla Citroën C3 Picasso, anche questa presente nei listini da poco, nel momento del lancio della Be Bop.
Caratteristica della Be Bop era il tettuccio apribile posteriore, esteso fino alla sommità portellone posteriore, che dava la possibilità di creare un'unica apertura che partiva da sopra al divanetto posteriore e arrivava fino alla base del lunotto (che era scorrevole, come un normale vetro laterale). Nonostante le piccole dimensioni, la Kangoo Be Bop assicura una capacità di carico non indifferente, grazie alla possibilità di rimuovere i sedili posteriori e di ottenere un piano di carico relativamente buono e dalla superficie completamente piatta.
Per quanto riguarda le motorizzazioni, al momento del lancio la Be Bop è prevista con i seguenti motori:
- 1.6 16V K7M da 106 CV;
- 1.5 dCi K9K da 106 CV;
- 1.5 dCi K9K con DPF da 103 CV.

Il Be Bop esce di produzione nel dicembre 2010. Il particolare disegno del paraurti anteriore ispirerà, due anni dopo, il restyling del Kangoo.

### Nissan NV250
Frutto di una badge engineering la NV250 è la versione a marchio Nissan della Kangoo seconda serie che va a sostituire la NV200 benzina e diesel sul mercato europeo. Le uniche differenze solo nel marchio Nissan al posto di quello Renault. Le vendite partono dal settembre 2019.

### Motorizzazioni
| Modello         | Anni di produzione | Motore | Cilindrata (cm³) | Potenza massima (CV/rpm) | Coppia Massima (Nm/rpm) | Velocità max (Km/h) | 0–100 km/h (secondi) | Consumo medio (litri/100 km) | Emissioni CO2 (g/km) |
| 1.2 TCe         | 03/2013-07/2015    | H5Ft   | 1197             | 115/4500                 | 190/2000                | 173                 | 11"7                 | 6.1                          | 173                  |
| 1.6 8v          | 01/2008–06/2011    | K7M    | 1598             | 87/5500                  | 128/3000                | 160                 | 15"8                 | 8,1                          | 192                  |
| 1.6 16V         | 02/2008–12/2014    | K4M    | 1598             | 106/5750                 | 148/3750                | 170                 | 13"                  | 7,7                          | 180                  |
| 1.5 dCi         | 01/2008–08/2010    | K9K    | 1461             | 68/4000                  | 185/1750                | 146                 | 20"3                 | 5,2                          | 140                  |
| 1.5 dCi 75      | 09/2010–08/2018    | K9K    | 1461             | 75/4000                  | 180/1750                | 151                 | 16"3                 | 4,6                          | 119                  |
| 1.5 BluedCi 80  | 03/2019–2021       | K9K    | 1461             | 80/3750                  | 210/1750                | 152                 | 16"8                 | 4,6                          | 120                  |
| 1.5 dCi 86      | 01/2008–08/2010    | K9K    | 1461             | 86/3750                  | 200/1750                | 159                 | 16"                  | 5,3                          | 140                  |
| 1.5 dCi 90      | 09/2010–08/2018    | K9K    | 1461             | 90/4000                  | 200/1750                | 160                 | 13"3                 | 4,6                          | 119                  |
| 1.5 BluedCi 95  | 03/2019–2021       | K9K    | 1461             | 95/3750                  | 230/1750                | 161                 | 13"8                 | 4,6                          | 120                  |
| 1.5 dCi 103     | 01/2008–08/2010    | K9K    | 1461             | 103/4000                 | 240/2000                | 170                 | 12"3                 | 5,3                          | 140                  |
| 1.5 dCi 110     | 09/2010–08/2018    | K9K    | 1461             | 110/4000                 | 240/1750                | 170                 | 12"3                 | 4,6                          | 119                  |
| 1.5 BluedCi 115 | 03/2019–2021       | K9K    | 1461             | 115/3750                 | 260/1750                | 172                 | 11"2                 | 4,6                          | 120                  |

### Renault Kangoo Z.E. (elettrica)

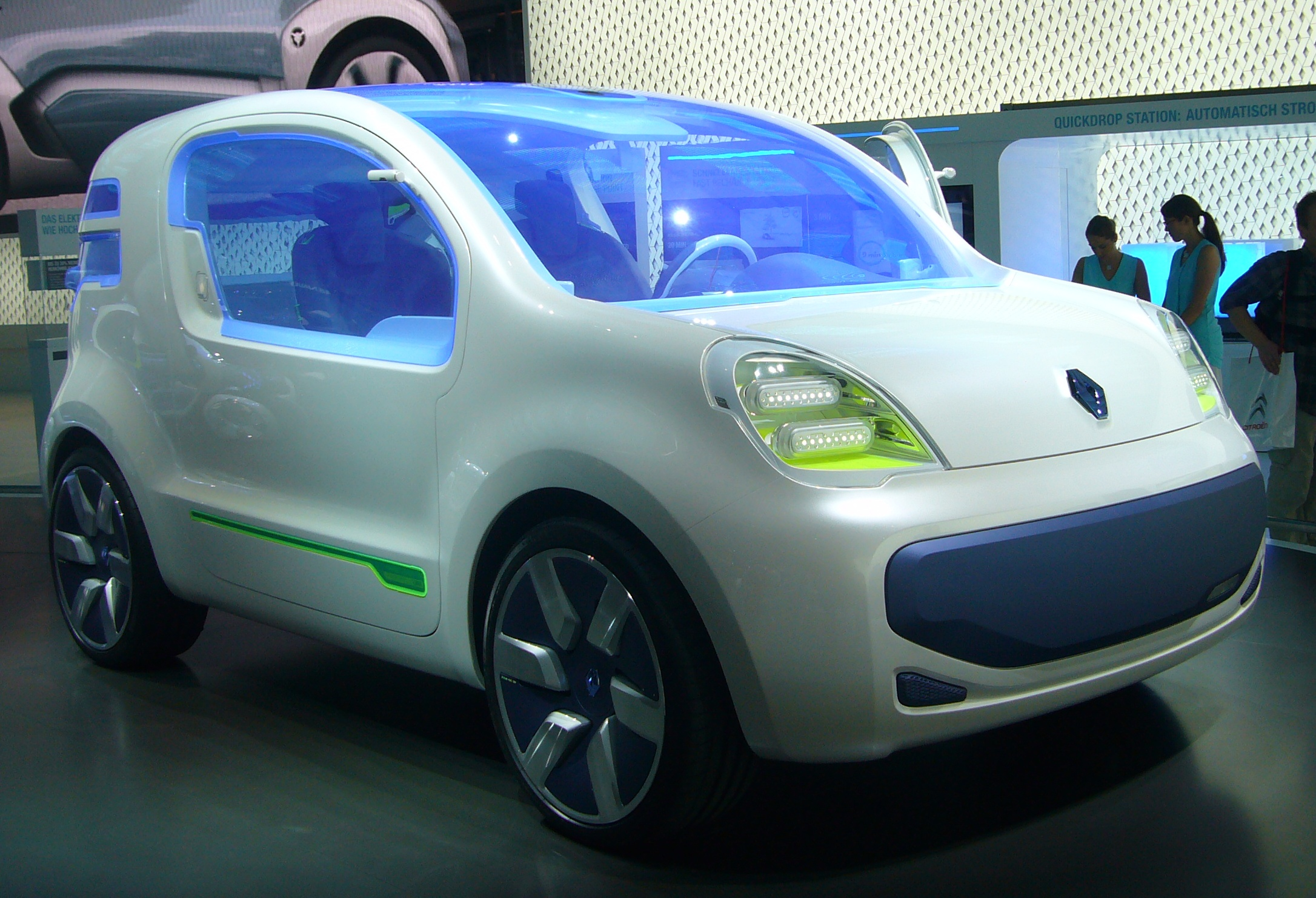
La Renault Kangoo Z.E. Concept

Il Renault Kangoo Z.E. Concept è il primo prototipo del progetto Renault Z.E., presentato al salone dell'automobile di Parigi nel 2008, a propulsione interamente elettrica. Da tale prototipo, è stata in seguito derivata la versione definitiva ad emissioni zero del furgoncino Renault, una versione equipaggiata con un motore elettrico da 60 CV, alimentato mediante una batteria agli ioni di litio ricaricabile completamente in 9 ore e dotata di sistema di recupero dell'energia in frenata. La Kangoo Z.E. è stata proposta subito in tre versioni: normale, con cabina a due posti e cassone posteriore con pareti in lamiera; Kangoo Z.E. Maxi con passo maggiorato per permettere di avere un cassone di dimensioni maggiori, cabina a due posti e sportello laterale per l'accesso al vano di carico; Kangoo Z.E. Combi, analoga negli ingombri alla Maxi, ma con superfici vetrate laterali e posteriore, e con cabina a 5 posti più un vano di carico di capacità superiore rispetto a quello di una normale Kangoo. Il debutto in listino è avvenuto durante la seconda metà del 2011, in Italia solo a partire dal mese di dicembre.
Nel mese di aprile del 2012, la Kangoo Z.E. ha festeggiato i primi 5.000 esemplari prodotti e commercializzati.

## Terza generazione (2021-)

### Design
Le prime immagini della terza generazione della Kangoo sono state svelate il 12 novembre 2020, ma la commercializzazione è stata avviata solo nel mese di aprile 2021. La Kangoo III mantiene invariata l'impostazione della carrozzeria, ovviamente funzionale alla sua destinazione di utilizzo, ma il suo stile fa tesoro del contemporaneo corso stilistico Renault. Il frontale della nuova generazione sfoggia una nuova calandra a T, con fari trapezoidali, un fascione paraurti dal design più moderno e nuovi gruppi ottici posteriori dal disegno più compatto. Sia i gruppi ottici anteriori che quelli posteriori incorporano la tecnologia a led. Gli ingombri esterni crescono sensibilmente, con un corpo vettura aumentato di 18 cm in lunghezza, mentre il vano di carico posteriore ha una capacità variabile fra 775 e 3.500 litri a seconda della configurazione, che può essere di tipo furgonato o per trasporto persone con tutti i sedili in posizione.

### Meccanica
La base meccanica della Kangoo III è una piattaforma condivisa con numerosi altri modelli della casa della Losanga, tra cui la Mégane IV, la Scénic IV, la Espace V e la Kadjar. La gamma motori prevista al debutto della Kangoo III è così composta:
- TCe 100: motore H5Ht da 1333 cm3 con potenza massima di 100 CV;
- TCe 130: stessa base motoristica della precedente versione, ma con potenza massima portata a 130 CV;
- dCi 75: motore K9K da 1461 cm3 con potenza massima di 75 CV;
- dCi 95: stessa base motoristica della precedente versione, ma con potenza massima portata a 95 CV;
- dCi 115: stessa base motoristica della precedente versione, ma con potenza massima portata a 115 CV.

Tutte queste motorizzazioni sono sovralimentate mediante turbocompressore e per tutte è previsto di serie un cambio manuale a 6 marce. A richiesta, le versioni TCe 130, dCi 95 e dCi 115 possono essere ordinate con un cambio a doppia frizione a 7 rapporti.

## Riutilizzo del nome

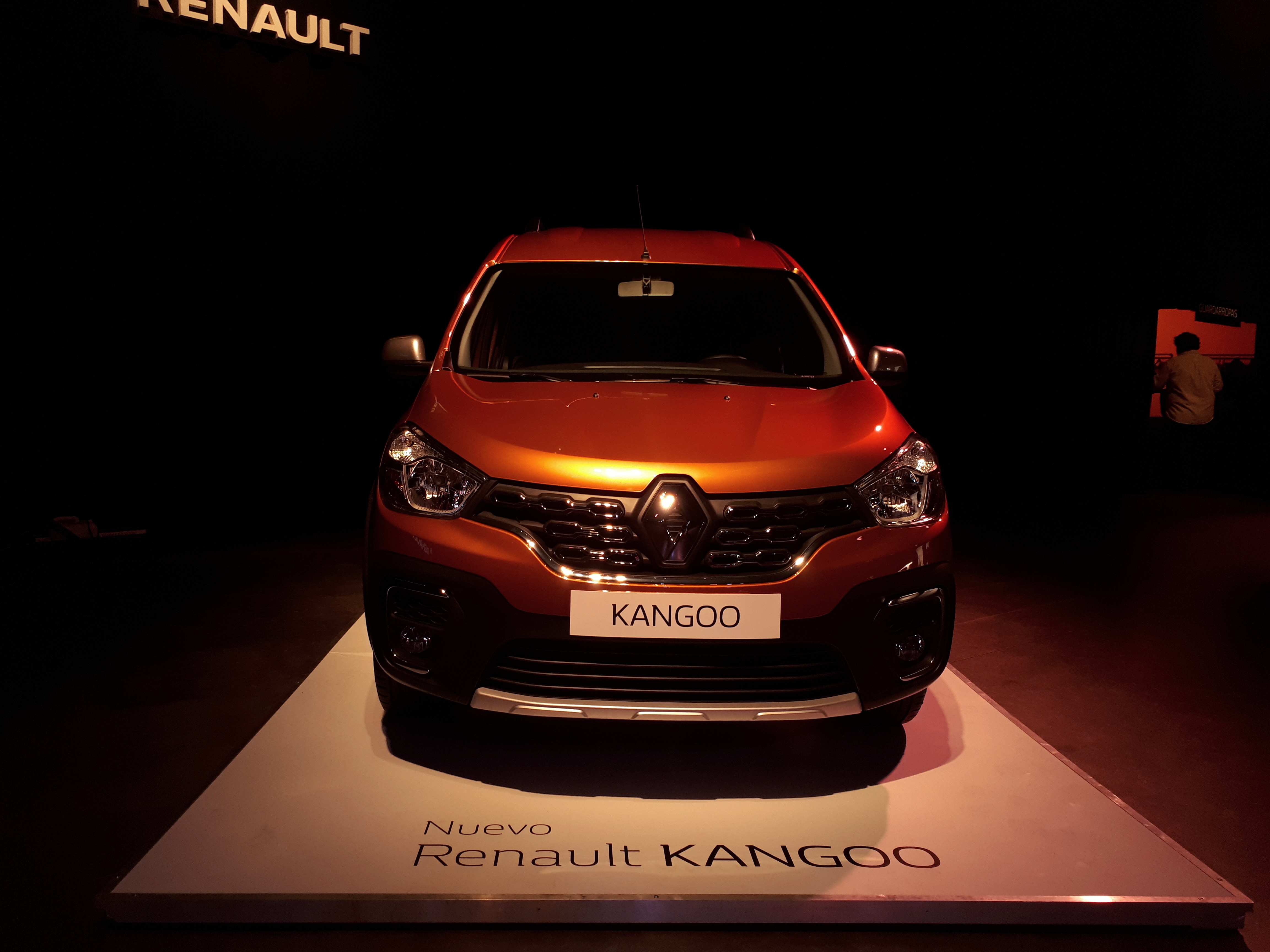
Renault Kangoo II venduta in Sud America, versione rimarchiata della Dacia Dokker

La denominazione Kangoo viene utilizzata dal 2018 in Sud America per identificare il Dacia Dokker prodotto in Argentina in quanto la seconda generazione di Kangoo non viene più importata nella regione Sud Americana a causa dei dazi di importazione e dei prezzi elevati. La Renault optò per produrre localmente la più economica Dacia Dokker in modo da ridurre i costi produttivi.